# Surface Pro X
Surface Pro X是微软发布的一台二合一电脑。它是Surface Pro 产品线的第七代产品，在2019年10月2日与Surface Pro 7和Surface Laptop 3一同发布。
与之前发布的Surface Pro不同， Surface Pro X使用了一块名为Microsoft SQ1的ARM处理器。这款处理器是有高通和微软合作开发的。微软声称基于ARM处理器低能耗的特点，这款产品在保持13小时续航的同时能用Macbook Air三倍的性能（以當時2019年版本計算）。但这款处理器也为这款产品带来了一些负面影响：ARM处理器在PC市场尚不流行，只有部分软件能原生运行于其上，而其它的软件则要依赖会影响性能的模拟器才能运行。微软之前曾在Surface RT与Windows Phone的操作系统上使用ARM处理器，而这两款产品现在均已不再维护。

## 型号
最低的規格为8GB記憶體和128GB固態硬碟。可选的記憶體容量为8GB或16GB。 你也可以选择128GB，256GB和512GB的固態硬碟。